# 2346 Ліліо
2346 Ліліо (2346 Lilio) — астероїд головного поясу, відкритий 5 лютого 1934 року.
Тіссеранів параметр щодо Юпітера — 3,521.